# 보깅

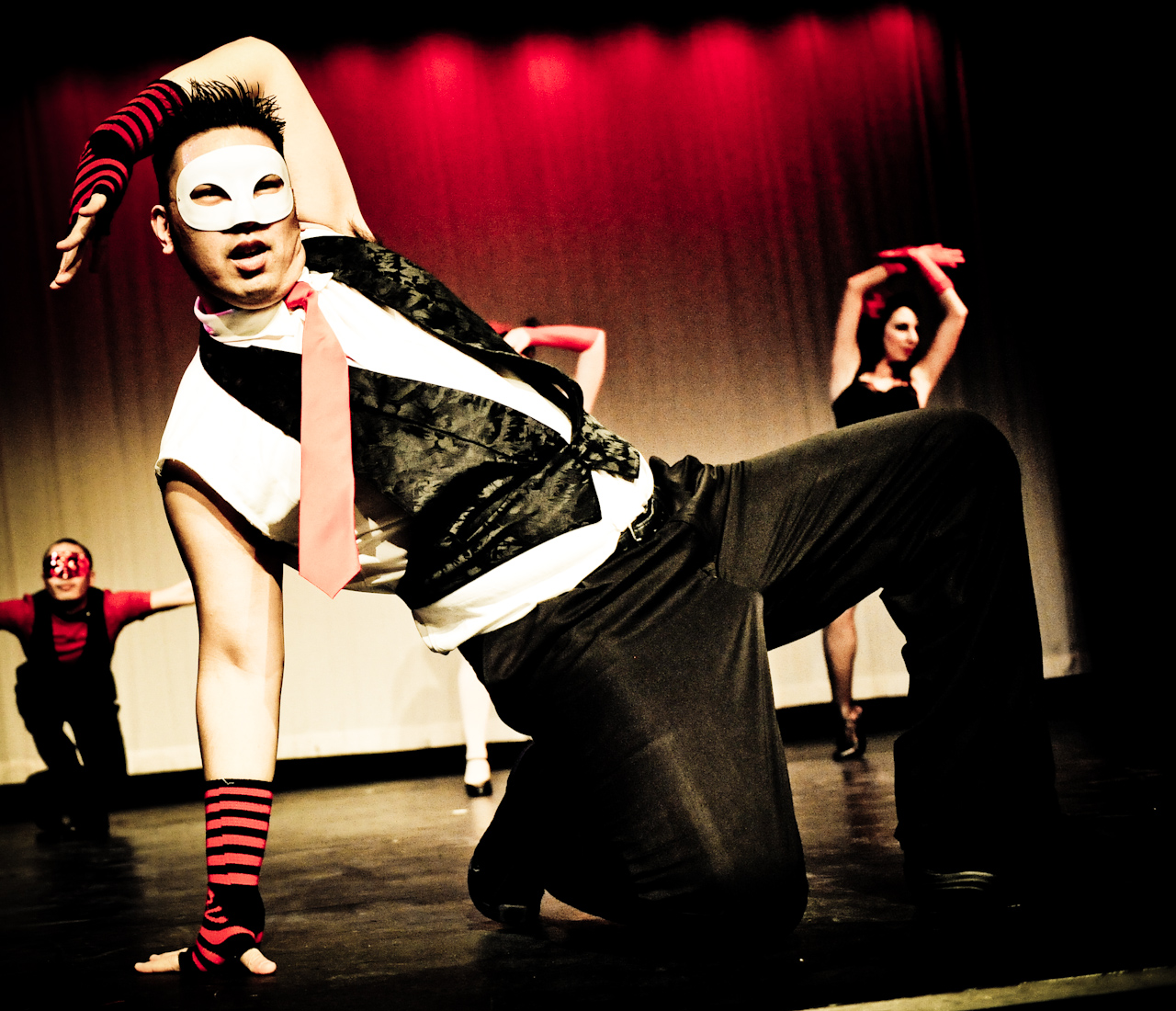
보깅 댄스 공연

보깅(Voguing) 또는 보그(Vogue)는 1960년대 할렘의 볼룸 신에서 발전하여 1980년대 후반에 시작된 고도로 양식화된 현대적인 하우스 댄스이다.
보깅은 마돈나의 노래와 영상 〈Vogue〉와 1990년 다큐멘터리 《파리 이즈 버닝》(1991년 선댄스 영화제 심사위원 대상 수상)에 소개되면서 주류에 알려지게 되었다. 현대적인 형태에서 이 춤은 스타일적으로나 인구통계학적으로나 계속해서 진화하는 세계적 현상이 되었다.

## 역사
이 춤의 스타일은 1960년대 초반부터 1980년대까지 아프리카계 미국인 동성애자 및 트랜스젠더가 춤을 추던 할렘 볼룸 문화에서 비롯되었다. 할렘 르네상스는 1920년부터 1935년까지 할렘에서 뚜렷한 흑인 LGBTQ 문화를 형성하였는데, 여기에는 문학, 예술, 음악의 발전과 더불어 인종, 젠더, 섹슈얼리티와 같은 정체성의 측면이 유동적이고 교차할 수 있음을 증명하는 것이 포함된다.
이 시기에 시작된 드래그 대회는 결국 정교하고 화려한 행사에서 보그 댄스 배틀로 바뀌었다.  춤 대결은 감옥에서 징역을 사는 동안 배운 춤으로 진행되었다. 고대 이집트 상형 문자의 양식과 《보그》 잡지의 유명 모델 이미지에서 영감을 받은 보깅은 마치 사진 촬영을 위해 모델처럼 일련의 포즈를 취하는 것이 특징이다. 팔다리의 움직임은 각지고 직선적이고 단단하며 정적인 한 위치에서 다른 정적인 위치로 빠르게 움직인다.
댄스 경연에서는 종종 심사위원과 청중에게 깊은 인상을 주기 위해 참가자가 서로를 돌려까거나(throwing "shade") 미약한 모욕감을 주기도 하였다. 경연 스타일은 본디 "프레젠테이션"이라고 불렀고 나중에는 "퍼포먼스"라고 불리게 되었다. 수년에 걸쳐 춤은 오늘날 "보그"(vogue)라고 불리는 보다 복잡하고 곡예적인 형태로 발전하였다.
보그 댄스는 젠더(성별)를 퍼포먼스로 표현한다. 드래그 퀸은 춤 동작을 통해 메이크업("비트 페이스")을 하고 머리 모양을 꾸미고 화려한 의상을 입는 시늉을 한다. 경연의 범주에 따라 참가자는 지정 성별의 전통적 행동을 수행하여 "현실성"을 드러내거나 이성애자로 패싱할 수도 있다. 다양한 젠더 및 섹슈얼리티의 분류, 범주가 있지만 경연에서는 여성 체형(FF) 또는 남성 체형(MF)으로 종목을 나눈다. 여성 체형에는 트랜스 여성과 시스젠더 여성, 드래그 퀸이 포함되며, 남성 체형에는 부치 퀸과 부치 여성, 시스젠더 남성이 포함된다. 종목에 상관없이 공연과 경연은 화려함의 정신이 깃들어 있고 과장되며 인위적인 캠프 양식을 갖추었다.
보깅의 정확한 기원은 논란의 여지가 있다. 많은 사람들이 패리스 듀프리가 보그 잡지를 꺼내 음악 비트에 맞춰 포즈를 흉내냈다는 (뒤이어 다른 여왕들도 따라했다는) 이야기를 인용하지만,  보깅이 라이커스섬의 흑인 동성애자 교도소 수감자들이 돌려까기뿐만 아니라 다른 남자의 관심을 끌기 위해 춤을 춘 것에서 유래한 것일지도 모른다는 이야기도 있다. 보깅은 흑인과 라틴계 동성애자 볼룸 신과 미국 및 전세계 주요 도시(주로 뉴욕과 파리)의 클럽에서 추는 댄스 형태로 확고하게 자리 잡으며 계속해서 발전해나가고 있다.

## 스타일
오늘날 보그에는 뚜렷한 세 가지 스타일이 있는데, 올드 웨이(Old Way, 1990년 이전)와 뉴 웨이(New Way, 1990년 이후), 보그 펨(Vogue Fem, 1995년 경)이 그것이다.

### 올드 웨이

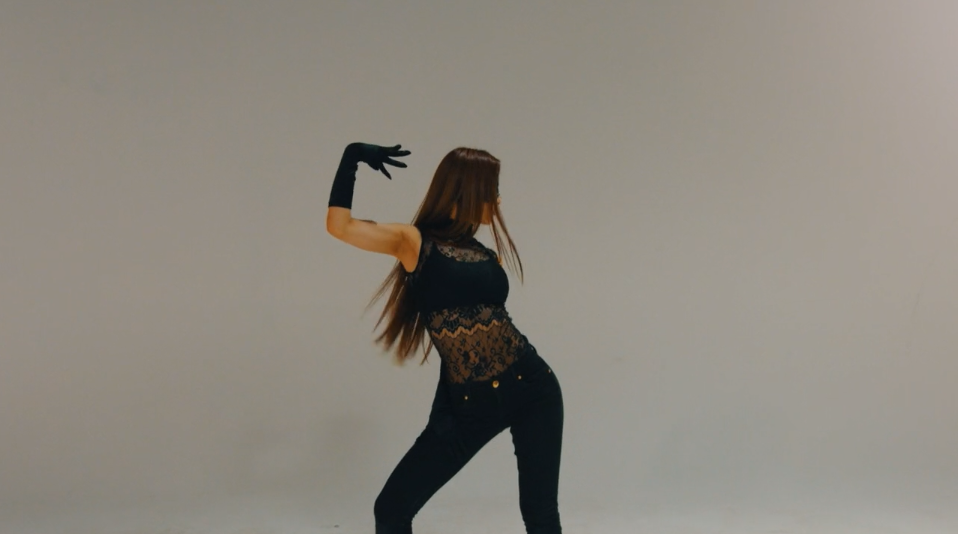
올드 웨이 보깅 동작

올드 웨이(Old Way)는 선과 대칭, 정교함을 가진 구성을 우아하고 부드러운 동작으로 추는 것이 특징이다. 이집트 상형 문자와 패션 포즈는 올드 웨이 보깅의 독창적인 영감으로 작용한다. 가장 순수하고 역사적인 형태의 올드 웨이 보그는 두 라이벌 간의 대결이다. 전통적으로 올드 웨이 규칙에서는 한 라이벌이 경쟁에서 이기려면 다른 라이벌을 "핀"(pin, 고정하다)시켜야 한다고 정하였다. 피닝은 자신이 움직이는 동안 상대가 어떤 움직임도 취할 수 없도록 가두는 것이다(주로 팔과 손을 사용하는 보깅 동작인 "핸드 퍼포먼스"를 하며, "핀"된 상대는 바닥이나 벽에 기대어 "플로어 엑서사이즈"를 한다).

### 뉴 웨이
뉴 웨이(New Way)는 "클릭"(팔다리 관절 뒤틀기)과 "암 컨트롤"(종종 터팅과 락킹이 들어간 손과 손목 착시)을 결합한 정밀하고 경직된 움직임이 특징이다. 뉴 웨이는 상자와 같은 가상의 기하학적 형태가 춤추는 사람의 몸 주위로 동작과 움직임 중에 계속해서 들어가 댄서의 기민함과 기억력을 드러내는 변형된 형태의 마임이라고도 할 수 있다. 뉴 웨이에는 놀라운 유연성이 수반된다.

### 보그 펨

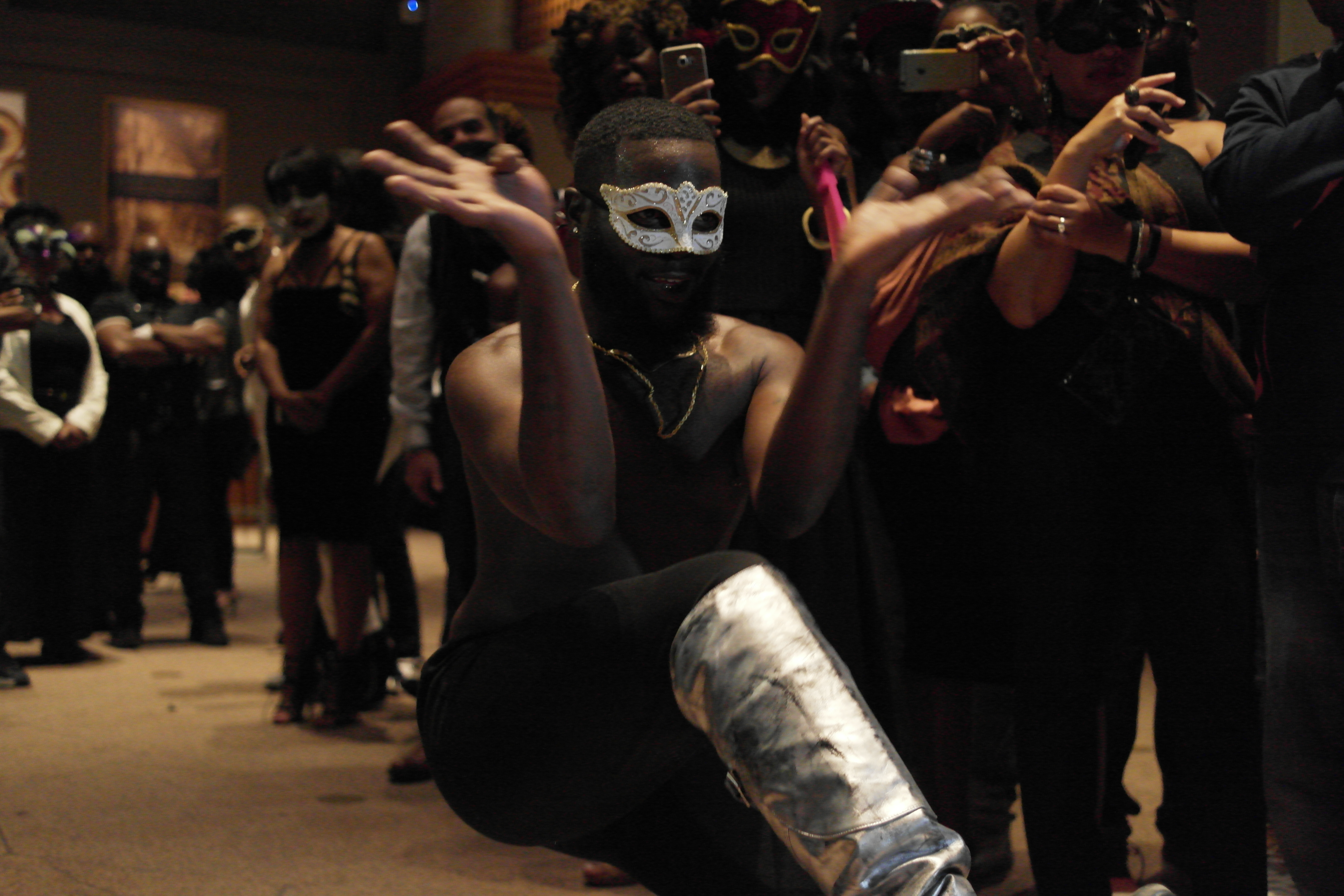
2016년 국립 아프리카 미술관의 보깅 마스커레이드 볼에서 덕워크를 하는 참가자

보그 펨(Vogue Fem, Fem은 프랑스어 femme에서 온 것으로 "여자"를 의미)은 발레와 재즈, 현대 무용의 영향을 받은 과장된 여성적 움직임이 들어간 가장 극단적으로 우아하고 부드러운 보깅 스타일이다. 보그 펨의 퍼포먼스 스타일은 드라마틱(스턴트와 트릭, 속도 강조)에서 소프트(우아함과 아름다움, 쉽게 이어지는 다섯 요소의 흐름을 강조)까지 다양하다. 보그 펨에는 다섯 요소가 있다.
- 덕워크(Duckwalk): 발뒤꿈치를 들고 쪼그려 앉은 자세에서 박자에 맞춰 발을 차면서 앞으로 내딛는 동작이다.
- 캣워크(Catwalk): 다리를 서로 교차시키고, 엉덩이는 좌우로 밀치듯이 흔들며, 양손은 다리와 반대 방향으로 번갈아 내밀며 걷는 과장된 여성적 보행 동작이다.
- 핸드(Hands): 퍼포먼스에서 핸드는 종종 이야기를 들려주는 역할을 하는데, 돌려까기(throw shade)에 쓰이는 퍼포먼스 요소이다. 예를 들어 상대방이 짓는 공포의 표정을 몸짓으로 표현하는 것이다.
- 플로어워크(Floorwork): 이 구성 요소는 심판의 관심을 끌고자 바닥에서 몸을 구르고 비트는 등의 움직임으로, 경연자의 관능성을 드러낸다.
- 스핀(Spins)과 딥(Dips): 보그의 가장 화려한 구성 요소이다. 박자에 맞추어 돌며 바닥으로 떨어진다. 스핀이나 딥은 박자의 절정에 맞추어 해낼 때만 제대로 된 것이다.[16]

- 2016년 국립 아프리카 미술관의 보깅 마스커레이드 볼에서 보깅을 추는 참가자로, 보그 펨 스타일의 요소를 구사하고 있다.

## 신과 챕터
볼룸 신은 미국을 비롯한 전세계 여러 지역에서 주요 볼과 춤 경연이 열리는 언더그라운드 댄스스포츠로 발전하였다. 뉴욕주가 댄스 스타일 뿐만 아니라 볼룸 신의 메카이기도 하지만, 지역의 보깅 "캐피탈"(capitals, 수도)도 존재한다. 이러한 보깅 캐피탈에는 중서부의 시카고와 디트로이트, 남부의 애틀랜타와 샬럿, 달라스, 마이애미, 웨스트코스트의 로스앤젤레스와 라스베이거스, 이스트코스트의 볼티모어, D.C, 코네티컷, 필라델피아, 피츠버그, 버지니아가 있다.
서유럽(영국과 프랑스, 네덜란드, 독일, 오스트리아, 스웨덴), 동유럽, 라틴 아메리카(멕시코, 브라질, 칠레, 콜롬비아, 코스타리카, 파나마), 아시아 태평양(대한민국과 일본, 뉴질랜드)의 국제 도시에서는 뉴욕시의 오리지널 볼의 보깅에서 영감을 받은 대회를 싹틔우고 개최하고 있다.

## 영향

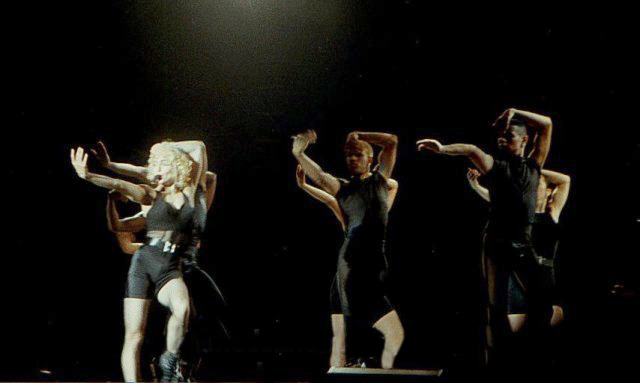
1990년 Blond Ambition World Tour에서 보깅을 추는 마돈나와 댄서들. 마돈나는 언더그라운 댄스 보깅을 전세계에 노출시켰다.

몇몇 유명 팝 스타와 아티스트가 보깅의 영향을 받았다. 마돈나, 테야나 테일러, 리한나, 윌로 스미스, FKA 트위그스, 아리아나 그란데, 아질리아 뱅크스는 모두 과거와 현대의 보깅 댄서들이 추는 보깅에 영감을 얻은 퍼포먼스를 선보였으며, 보깅의 전통적인 리듬 또한 음악에 도입하였다. 대한민국의 케이팝에서도 김완선과 신화, f(x), 청하 등이 퍼포먼스 안무에 보깅을 도입하였다.
보깅(그리고 볼 문화)의 영향을 받은 비교적 최근의 작품에는 다큐멘터리 영화 《키키》가 있는데, 이 영화에는 현대의 볼과 보깅을 현존하는 신과 스타일을 통해 표현하고 있다.
뉴욕의 춤 문화가 베를린으로 옮겨갔을 때, 많은 사람들이 최고의 춤을 뽐내기 위해 클럽을 찾았다. 이 시기에는 자신의 정체성을 찾아가는 사람들에게 가하던 차별이 유난히 심하였는데, 클럽은 그러한 투쟁을 피할 수 있는 공간을 사람들에게 제공하였다. 사람들은 소수 집단에 대한 사회의 거부보다는 자신들의 춤에 초점을 맞추어 동료와 경쟁자를 능가하는 데 집중하였다. 하우스 오브 멜로디(The House of Melody)는 독일의 첫 보깅 하우스였으며, 이곳은 보깅에 대한 열정을 가진 사람들을 하나로 모았다.
클럽에 모인 이들은 사람의 배경따위는 무시하고 대신 만인에 대한 사랑의 공통된 믿음을 이해하는 것을 강조하였다. 길거리나 집에서 직면한 어려움을 피할 곳을 찾고 있던 사람들에게 클럽은 중요한 장소였다. 이러한 공간에서 받은 북돋움은 독일의 소수 민족 투쟁에 영향을 미칠 광범위한 운동에 기여하는 것으로 전환되었다.
마돈나의 노래 'Vogue'가 이 댄스 스타일에 대한 대중의 인기와 관심을 가져오기는 하였지만, 팝 가수 마돈나가 볼룸 문화를 착취하고 전유하였다고 생각하며 비판하는 의견도 계속 이어지고 있다. 문화적 전유는 다수 문화의 구성원이 소수 또는 사회적 약자 문화의 특정 측면을 그 기원에 대한 적절한 인식 없이 차용하는 행위를 포함한다. 1990년 'Vogue'의 뮤직 비디오는 하우스 오브 엑스트라바간자의 조세 구티에레스 엑스트라바간자와 루이스 카마초가 안무를 담당하였다. 하지만 이 노래에 언급된 연예인들은 모두 백인이고, 마돈나 자신도 백인 여성이다. 마돈나가 비록 커뮤니티의 구성원을 영상 제작에 포함시켜 할렘 볼룸 문화를 언급하기는 하였으나, 비평가들은 그가 보깅과 연관된 초창기 주류였기에 보깅이 가진 원래의 문화를 지웠다고 평하고 있다.

## 작품
- Deep in Vogue
- How Do I Look
- 포즈 (드라마)
- Strike a Pose
- Legendary

## 같이 보기
- 하우스 오브 에비안스
- 하우스 오브 엑스트라바간자
- 윌리 닌자

일반:
- 뉴욕의 LGBT 문화
- 아프리카계 미국인 LGBT 공동체